# Железопътен транспорт в Естония
Железопътният транспорт в Естония съществува от 1870 г. Главният железопътен възел е в столицата Талин, водещи оператори са държавните компании „Естонски железници“ АД (Eesti Raudtee AS) и „Елрон“ АД (Elron AS).

## История
Първата железопътна линия в Естония е открита на 24 октомври 1870 г. с маршрут Палдиски – Талин – Нарва – Гатчина. Същата година е пусната в експлоатация и железопътна връзка с линията Санкт Петербург – Варшава. Благодарение на Балтийските железници практически незамръзващото пристанище на Талин започва бързо да се развива.
През 1877 г. е открита линията Тапа (Tapa) – Тарту, а през 1887 г. е удължена до Валга, където е свързана с линията Псков – Рига, пусната в експлоатация за редовни превози 2 години по-късно.
През 1896 г. е завършена първата теснолинейна железопътна линия (750 mm) между Валга и Пярну, през 1897 г. е открита линията Мъйзакюла – Вилянди, а оттам нататък – до Пайде и пристанището на Талин. Редовните линии са пуснати през 1901 г.
През 1924 г. е пусната редовна линия с електрически локомотиви между Талин и Пяескюла. През 1931 г. широката линия между Тарту и Псков е завършена, с което естонските пристанища са свързани по железен път с централни региони на съветските съюзни републики Руска СФСР и Украинска ССР.
Компанията „Независими естонски железници“ е основана на 15 ноември 1918 г. През 1940 г., когато естонската железопътна мрежа е включена в съветската железопътна мрежа, в обществена употреба са 1447 km линии, включително 772 km широколинейни и 675 km теснолинейни.
Промяната от парни към газови локомотиви започва през 1957 г. и продължава 2 години. През 1973 г. са пуснати първите електрически локомотиви между Талин и Кехра. Пристанище Мууга е свързано с железопътната мрежа поради необходимостта да се внася зърно в Съветския съюз.
През 1991 г., след като Естония възстановява независимостта си, местните железопътни предприятия са освободени от дотогавашната военизирана организация. На 1 януари 1992 г. е основана държавната компания „Естонски железници“, чиято задача е да управлява естонските железопътни линии. През същата 1992 г. е възстановено естонското членство (чрез „Естонски железници“) в Международния съюз на железниците със седалище в Париж и компанията става член на Организацията за сътрудничество на железниците със седалище във Варшава.

## Компании
„Естонски железници“ АД притежава железопътни линии с обща дължина 1229 km, от които 132 km са електрифицирани. Разполага с 60 гари и 129 платформи.
През 2013 г. компанията превозва 4,1 млн. пътници в Естония и 156 300 души по линиите Талин – Москва и Талин – Санкт Петербург. Оборотът на компанията за 2013 г. е 64,9 млн. евро. За компанията работят 830 души през 2015 г.
От „Естонски железници“ АД през 1998 г. е отделена държавната компания „Электрираудтее“ АД (Elektriraudtee AS), преименувана на „Елрон“ АД през 2013 г. Тя обслужва столицата и околната област Харю с крайградски електрически влакове.